# سداسي كلورو الفوسفازين
سداسي كلورو الفوسفازين هو مركب لاعضوي من الفوسفور والنتروجين والكلور صيغته Cl6N3P3، والتي يمكن كتابتها على الشكل NPCl2)3)، إذ يتكون المركب هندسياً من بنية حلقية متناوبة من ذرات الفوسفور والنتروجين ترتبط فيها كل ذرة فوسفور بذرتي كلور.

## التحضير
يحضر المركب من تفاعل خماسي كلوريد الفوسفور مع الأمونيا، وذلك كما وصفه يوستوس فون ليبيغ لزميله فريدرش فولر في مراسلاتهما سنة 1832:
‏
يمكن أن يتم التحضير بالتفاعل مع كلوريد الأمونيوم أيضاً.

## الخواص
يؤدي تسخين هذا المركب بمعزل عن الهواء إلى درجات حرارة تتراوح حوالي 250 °س إلى فتح الحلقة وتشكيل وحدات متكررة من بولي ثنائي كلورو الفوسفازين، والذي بدوره يعطي عند تفاعله مع كواشف عضوية إلى الحصول على متعددات الفوسفازين المختلفة.